# Aeroplane
«Aeroplane» — песня американской рок-группы Red Hot Chili Peppers, третий сингл из альбома One Hot Minute. Хотя песня не попала на сборник суперхитов Chili Peppers — Greatest Hits, её музыкальное видео присутствует на DVD-диске издания. Начиная с 1997 года, музыканты не исполняли эту песню на своих концертах. Песня вновь стала исполняться во время концерта 24 апреля 2016 года на New Orleans Jazz Fest.

## История
Несмотря на мрачную тематику лирики, эта песня одна из наиболее оптимистичных на депрессивном альбоме One Hot Minute, с слэповой бас-партией и детским хором в припеве, который спела дочь Фли со своими друзьями из детского сада. В песне упоминается американская группа Mazzy Star, в строчке: «Маззи Стар должна / втолкнуть свой голос внутрь меня».
Компакт-диск сингла включает концертные би-сайды: «Backwoods» и «Me and My Friends», соавторство которых приписано Джону Фрушанте и Чаду Смиту, что не соответствует действительности. Обе песни были написаны с Хиллелом Словаком и Джеком Айронсом, до присоединения Фрушанте и Смита в состав Chili Peppers.
Песня добралась до 8-й строчки в чарте Modern Rock Tracks, хотя два предыдущих сингла показали лучший результат: «My Friends» (1), «Warped» (7). «Aeroplane» стал единственным синглом из альбома, которому удалось попасть в Mainstream Top 40 чарта Billboard (30-е место). Также, песня показала наилучший результат в Великобритании (по сравнению с другими треками пластинки), достигнув 11-й позиции.

## Список композиций
Компакт-диск, версия 1
1. «Aeroplane» (Clean Edit)
2. «Backwoods» (Live) (содержит интро из песни «Come as You Are»)
3. «Transcending» (Live) (содержит интро из песни «Hey Joe»)
4. «Me and My Friends» (Live)

- Треки были записаны на концерте в Роттердаме, Голландия — 16 октября 1995, Veronica (Kink FM)

Компакт-диск, версия 2 (ограниченное издание)
1. «Aeroplane» (Album Version)
2. «Suck My Kiss» (Live)
3. «Suffragette City» (Дэвид Боуи) (Live)

- Треки были записаны на концерте в Роттердаме, Голландия — 16 октября 1995, Veronica (Kink FM)

## Хит-парады
| Хит-парады             | Высшая позиция |
| ---------------------- | -------------- |
| ARIA Singles Chart     | 35             |
| RPM Singles Chart      | 48             |
| RPM Alternative 30     | 1              |
| UK Singles Chart       | 11             |
| Mainstream Rock Tracks | 12             |
| Modern Rock Tracks     | 8              |
| Top 40 Mainstream      | 30             |